# Komárovice
Komárovice település Csehországban, a Třebíči járásban. Komárovice Rácovice, Domamil, Moravské Budějovice és Budkov településekkel határos. Lakosainak száma 122 fő (2024. január 1.).

## Népesség
A település lakosságának változását az alábbi diagram mutatja:
| Lakosok száma | 296  | 280  | 281  | 221  | 170  | 118  | 122  | 120  | 110  | 122  |
|               | 1869 | 1890 | 1921 | 1950 | 1980 | 2001 | 2017 | 2019 | 2022 | 2024 |